# Frode Kristoffersen
Frode Jelling Kristoffersen (ur. 9 sierpnia 1931 w Sønderborgu, zm. 22 marca 2016) – duński dziennikarz, poseł do Parlamentu Europejskiego II i IV kadencji.

## Życiorys
Od 1948 związany zawodowo z dziennikarstwem. Pracował m.in. dla „Jyllands-Posten” i „Dagens Nyheder”. Od 1961 do 1979 był korespondentem zagranicznym Danmarks Radio w tym w Berlinie, Londynie, Bonn i Brukseli. W latach 1979–1988 pełnił funkcję dyrektora programowego stacji radiowej Radio Syd. Od 1989 do 1994 ponownie pracował dla DR jako korespondent europejski. Od 1993 do 1994 realizował cykl programów telewizyjnych Frodes forunderlige rejse, poświęcony jego podróżom po krajach europejskich.
Od 1988 do 1989 był posłem do Parlamentu Europejskiego II kadencji, ponownie w PE zasiadał w okresie 1994–1999 jako deputowany IV kadencji. Mandat uzyskiwał z ramienia Konserwatywnej Partii Ludowej.